# Morszczukowate
Morszczukowate (Merlucciidae) – rodzina morskich ryb dorszokształtnych (Gadiformes). Dawniej zaliczane były do dorszowatych, od których odróżnia je brak wąsika na podbródku.

## Występowanie
Zachodni i wschodni Ocean Atlantycki, Morze Śródziemne i część Morza Czarnego, wschodni Ocean Spokojny, Tasmania i Nowa Zelandia.

## Cechy charakterystyczne
Ciało wydłużone, pokryte drobnymi łuskami cykloidalnymi. Duży otwór gębowy bez wąsika na podbródku. Dwie płetwy grzbietowe, u Merlucciinae druga jest dwudzielna. U Macruroninae ciało jest silnie bocznie spłaszczone, zwężające się ku tyłowi, druga płetwa grzbietowa jest połączona z ogonową.

## Klasyfikacja
Rodzaje zaliczane do tej rodziny są zgrupowane w podrodzinach Merlucciinae, Steindachneriinae:

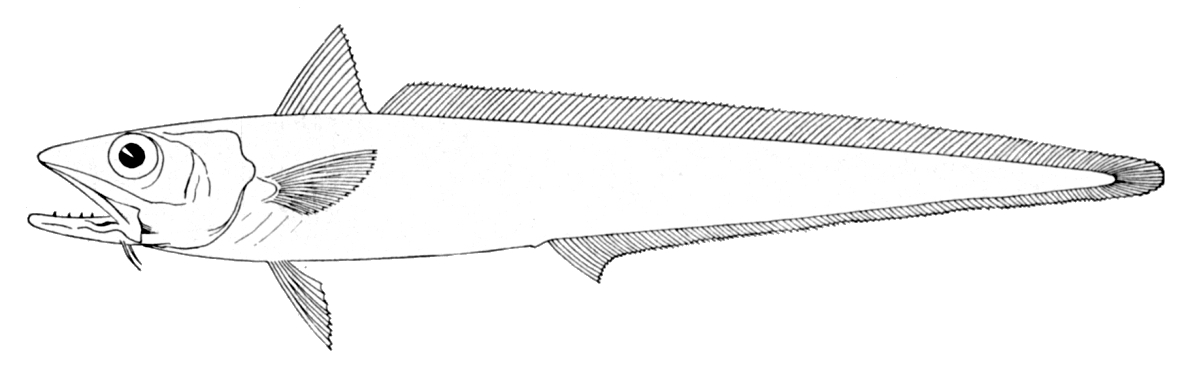
Miruna nowozelandzka (Macruronus novaezelandiae)

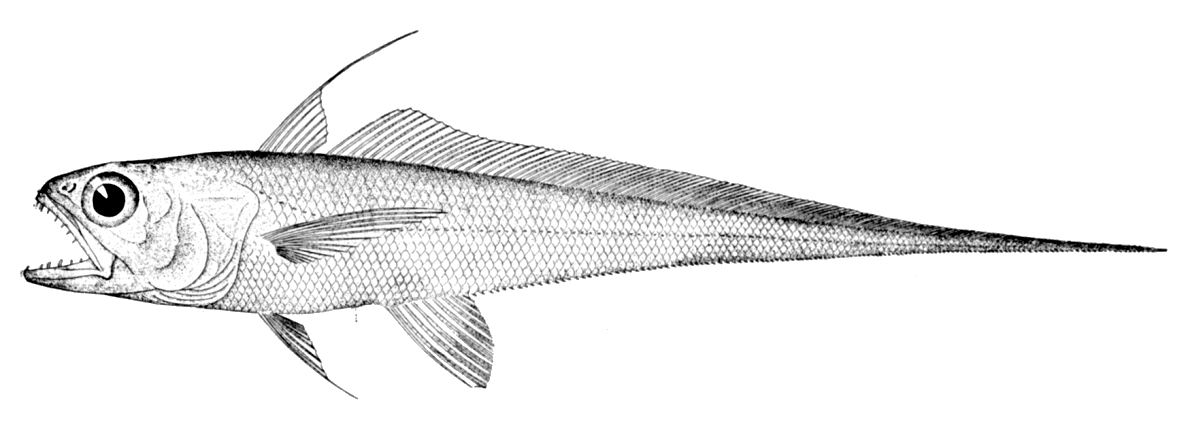
Steindachneria argentea

Lyconodes – Lyconus – Macruronus – Merluccius – Steindachneria
Rodzaj wymarły
- † Rhinocephalus